# Lygidolon
Lygidolon is een geslacht van wantsen uit de familie van de Miridae (Blindwantsen). Het geslacht werd voor het eerst wetenschappelijk beschreven door Odo Reuter in 1907.

## Soorten
Het genus bevat de volgende soorten:

- Lygidolon athamas Linnavuori, 1974
- Lygidolon browni Ghauri, 1971
- Lygidolon camerunensis (Poppius, 1912)
- Lygidolon carmona Linnavuori, 1974
- Lygidolon dubiosum Linnavuori, 1974
- Lygidolon eddamer Linnavuori, 1974
- Lygidolon elegans Linnavuori, 1970
- Lygidolon eurystylioides (Wagner, 1957)
- Lygidolon hecate Linnavuori, 1970
- Lygidolon laevigatum Reuter, 1907
- Lygidolon medeia Linnavuori, 1974
- Lygidolon monomorphus Ghauri, 1971
- Lygidolon scutellare Odhiambo, 1960
- Lygidolon vittatum (Reuter, 1903)